# ماكس لي
ماكس لي (بالصينية: 李浩賢) هو لاعب إسكواش صيني، ولد في 9 يناير 1988 في هونغ كونغ في الصين.

## وصلات خارجية
- ماكس لي على موقع الاتحاد الدولي لمحترفي الاسكواش (مؤرشف) (الإنجليزية)
- ماكس لي على موقع SquashInfo.com (الإنجليزية)